# Sânge pentru sânge (film din 1991)
Sânge pentru sânge (titlu original: Bloodmatch) este un film american de arte marțiale din 1991 regizat de Albert Pyun. Rolurile principale au fost interpretate de actorii Thom Mathews, Hope Marie Carlton, Marianne Taylor, Vincent Klyn, Michel Qissi și Benny „The Jet” Urquidez.

## Prezentare
Brick Bardo îl caută pe cel care este vinovat de moartea fratelui său în ring. El reușește să găsească patru foști luptători care au fost implicați în scandal și au avut motive să dorească moartea fratelui său. El intenționează să lupte împotriva acestora până la moarte.

## Distribuție
- Thom Mathews - Brick Bardo
- Hope Marie Carlton - Connie Angel
- Marianne Taylor - Max Manduke
- Benny "The Jet" Urquidez - Billy Munoz
- Dale Jacoby - Brent Caldwell
- Thunder Wolf - Mike Johnson
- Jason Brooks -  Steve Buscomo
- Hector Peña - Sam Gitty
- Peter Cunningham - Dwayne Ryan
- Patrick Outlaw Buckley -  Walker Stevens
- Vincent Klyn -  Carl Cuba
- Michel Qissi -  Davey O'Brien
- Christian Andrews - Jack Kelly